# Eucinostomus gracilis
Eucinostomus gracilis és una espècie de peix pertanyent a la família dels gerreids. que habita al Pacífic oriental: des de la badia d'Anaheim (sud de Califòrnia, els Estats Units) fins al Perú. Pot arribar a fer 21 cm de llargària màxima (normalment, en fa 12). Cos fusiforme, comprimit, esvelt i argentat (tot i que és més fosc a la regió dorsal). Menja crancs i gambes. És un peix d'aigua dolça, salabrosa i marina; demersal i de clima subtropical. Els seus principals problemes són el desenvolupament costaner i la desaparició dels manglars. És inofensiu per als humans.